# House of Peace Synagogue

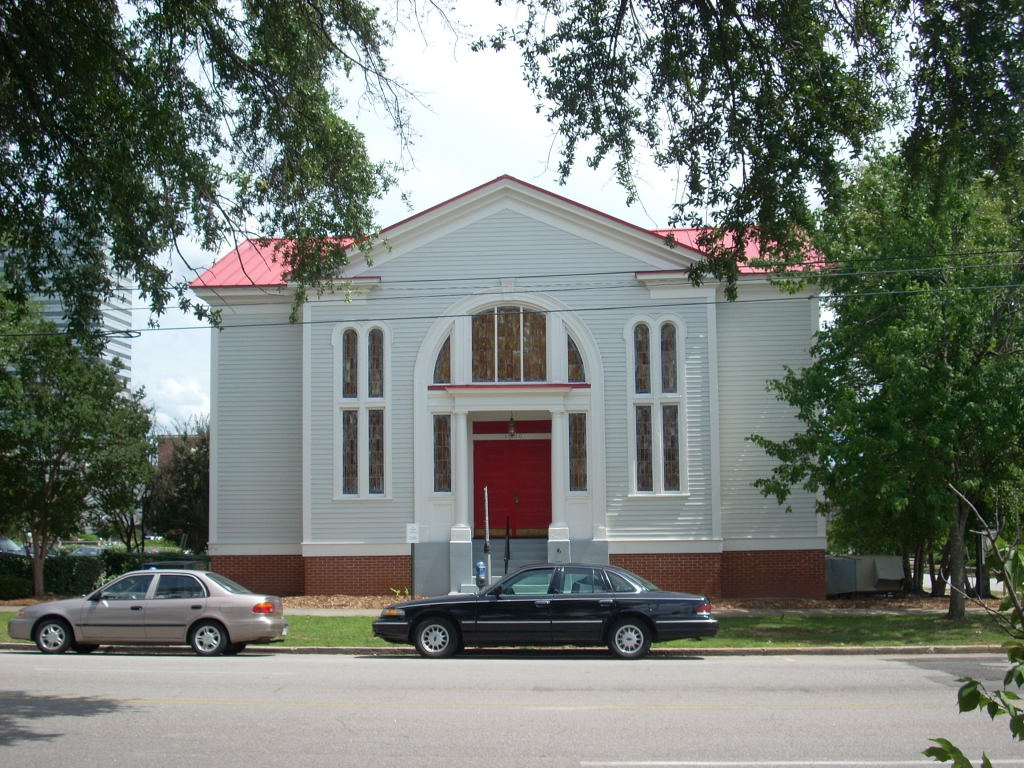
House of Peace Synagogue in Columbia, SC

Die House of Peace Synagogue ist eine frühere Synagoge der Beth Shalom Congregation in Columbia im Bundesstaat South Carolina in den Vereinigten Staaten. Diese befand sich ursprünglich in 1318 Park Street. Nachdem die jüdische Gemeinde ihren Sitz änderte, wurde das Gebäude als Big Apple Club genutzt. Dabei handelte es sich um einen Nachtclub von Afroamerikanern. Am 28. August 1979 wurde das Bauwerk in das National Register of Historic Places aufgenommen. Anfang der 1980er Jahre wurde das Gebäude an seine heutige Stelle an der südöstlichen Ecke von Hampton und Park Street verlegt. Es wurde 1993 von der Historic Columbia Foundation gekauft und wird seitdem als Big Apple bezeichnet.

## Geschichte
Die erste jüdische Gemeinde in Columbia trug den Namen Sharit Israel und hatte ihre Synagoge an der Assembly Street. Dieses Gebäude wurde beim Brand von Columbia während des Sezessionskrieges zerstört. Die jüdische Gemeinschaft kümmerte nach dem Krieg vor sich hin, bis Gegen Ende des Jahrhunderts verstärkt osteuropäische Juden eintrafen. 1896 wurde die Reform Tree of Life Synagogue erbaut. Aufgrund von religiösen Meinungsverschieden spalteten sich die orthodoxen Juden Columbias ab und trafen sich von 1907 an in einem Haus an der Ecke von Park und Lady Street. Offiziell anerkannt wurde die Gemeinde 1912. Diese Synagoge brannte 1915 ab und an der Stätte entstand ein Neubau. Ende der 1920er Jahre wurde die Synagoge für die Gemeinde zu klein, sodass diese Anfang 1935 ihre dritte Synagoge in 1719 Marion Street in Nutzung nahm. Heute hat die Gemeinde ihre Synagoge in 5827 North Trenholm Road.
Die aufgelassene Synagoge an der Park Street wurde dann als von Afroamerikanern besuchter Nachtclub genutzt. Der Big Apple Club war Namensgeber für einen dort entstandenen Modetanz, der von weißen Studenten an der University of South Carolina vom Balkon aus beobachtet wurden. Schließlich gelangte der Tanz 1937 in den Roxy Club in New York City. Von da aus breitete sich der Big Apple aus und wurde für kurze Zeit landesweit modern.
Nach der Verwendung als Nachtclub erfuhr das Gebäude mehrere andere Nutzungen. Vor dem Zeitpunkt seiner Eintragung in das National Register of Historic Places diente es einem Unternehmen, das sich mit Heizungen und Klimaanlagen befasste. Anfang der 1980er Jahre wurde es fast zwei Straßen weiter an der Park Street verlegt und steht seitdem an der Ecke mit der Hampton Street. 1993 kaufte es die Historic Columbia Foundation, die es restaurierte und auch zu Veranstaltungen vermietet.

## Architektur
Das Gebäude ist ein zweistöckiges, hölzernes Bauwerk mit einem Satteldach aus Blech. An seiner ursprünglichen Stätte in der Park Street stand es auf einem erhöhten Fundament aus Backsteinen. Für eine Gemeinde errichtet, die hauptsächlich aus polnischen und russischen Einwanderern bestand, ist es ein Beispiel für die östliche jüdische Architektur.
Der Eingang zu dem Gebäude liegt innerhalb des vorspringenden mittleren Joches. Die Türe wird von hölzernen Pilastern flankiert, Seiten- und Oberlichter mit Buntglas liegen unter einem großen Bogen. Auf beiden Seiten des Bogens befindet sich ein Paar hoher, schmaler Buntglasfenster mit hufeisenförmigen Bogen. An den Seiten des Gebäudes finden sich je fünf solcher Fenster, von denen einige verändert wurden.
Die zentrale Kuppel im Innern war in der Zeit des Gebäudes als Big Apple Club mit Neonleuchten ausgestattet, die die Form eines Halbmonds und von Sternschnuppen hatten. An der Vorderseite des Gebäudes existiert im Innern ein Balkon, der in der Zeit als Nachtclub den Besuchern als Aussichtsgalerie diente.

## Belege
1. 1 2 3 4  House of Peace Synagogue. (PDF; 100 kB) In: National Register of Historic Places Inventory - Nomination Form. National Park Service, abgerufen am 10. Juli 2010 (englisch).
2. ↑  National Register Information System. In: National Register of Historic Places. National Park Service, 13. März 2009, archiviert vom Original am 25. Juli 2008; abgerufen am 10. Juli 2010 (englisch).  Info: Der Archivlink wurde automatisch eingesetzt und noch nicht geprüft. Bitte prüfe Original- und Archivlink gemäß Anleitung und entferne dann diesen Hinweis.
3. ↑  House of Peace Synagogue, Richland County (Hampton & Park Sts., Columbia). In: National Register Properties in South Carolina. South Carolina Department of Archives and History, abgerufen am 10. Juli 2010 (englisch).
4. 1 2 3 4 5  Russell Maxey, Historic Columbia Foundation: South Carolina's Historic Columbia, Yesterday and Today in Photographs. R.L. Bryan Company, Columbia, South Carolina 1980, ISBN 0-934870-02-0, S. 214–215 (englisch).
5. 1 2  History. In: The Big Apple. Historic Columbia Foundation, archiviert vom Original am 26. März 2009; abgerufen am 10. Juli 2010 (englisch).  Info: Der Archivlink wurde automatisch eingesetzt und noch nicht geprüft. Bitte prüfe Original- und Archivlink gemäß Anleitung und entferne dann diesen Hinweis.
6. 1 2 3  History of Beth Shalom, Columbia, SC. In: Historical SC Sites. Jewish Historical Society of South Carolina, archiviert vom Original am 5. Juli 2009; abgerufen am 10. Juli 2010 (englisch).  Info: Der Archivlink wurde automatisch eingesetzt und noch nicht geprüft. Bitte prüfe Original- und Archivlink gemäß Anleitung und entferne dann diesen Hinweis.
7. ↑  Walter Edgar, The Humanities CouncilSC: South Carolina Encyclopedia. University of South Carolina Press, Columbia, South Carolina 2006, ISBN 1-57003-598-9, S. 71–72 (englisch).

Koordinaten: 34° 0′ 15″ N, 81° 2′ 18″ W